# Upplands runinskrifter 854
Upplands runinskrifter 854 är en runsten som står rest vid norra sidan av landsvägen Balingsta-Böksta, utanför prästgården direkt väster om Balingsta kyrka.

## Inskriften
Translitterering av runraden:
§P · h(u)lmfriþ ' lit ' [k]-(a)ra ' baþi · bro · ak · rita · stain : eftiʀ · bota ' sin ' iorl ' ak ' suni ' sina ' sehkurþ · ak · sihu-... ... ...har · merkis'kiarþ ' uani : ak ' harþtstain : ak · þorbiorn ' ak| ' |kunuiþr 
§Q · h(u)lmfriþ ' lit ' [k]-(a)ra ' baþi · bro · ak · rita · stain : eftiʀ · bota ' sin ' iorl ' ak ' suni ' sina ' sehkurþ · ak · sihu-... ... ...har · merkis'kiarþ ' uani : ak ' harþtstain : ak · þorbiorn ' ak ' unuiþr
Normalisering till runsvenska:
§P Holmfriðr let gæra baði bro ok retta stæin æftiʀ bonda sinn Iarl ok syni sina Sigurð ok Sig... ... ... mærkisgærð Vani(?) ok Harðstæinn ok Þorbiorn ok Gunnviðr. 
§Q Holmfrið let gæra baði bro ok retta stæin æftiʀ bonda sinn Iarl ok syni sina Sigurð ok Sig... ... ... mærkisgærð Vani(?) ok Harðstæinn ok Þorbiorn ok Unnviðr(?).
Översättning till nusvenska:
Holmfrid lät både göra bron och uppresa stenen efter sin man Jarl och sina söner Sigurd och Sig- ... utförandet av minnesmärket Vane(?) och Hårdsten och Torbjörn och Gunnvid.

## Stenen och dess historia
Stenen är blågrå granit, den lagades och restes år 1946. Bureus antecknade inskriften den 10 april 1599 och stenen fanns då på Balingsta prästgårds tomt. Där låg den på marken framför en boddörr som tröskel. År 1871 flyttades stenen till dess nuvarande plats, mitt emot infarten till den då nybyggda Tegelkyrkan som revs 1934.

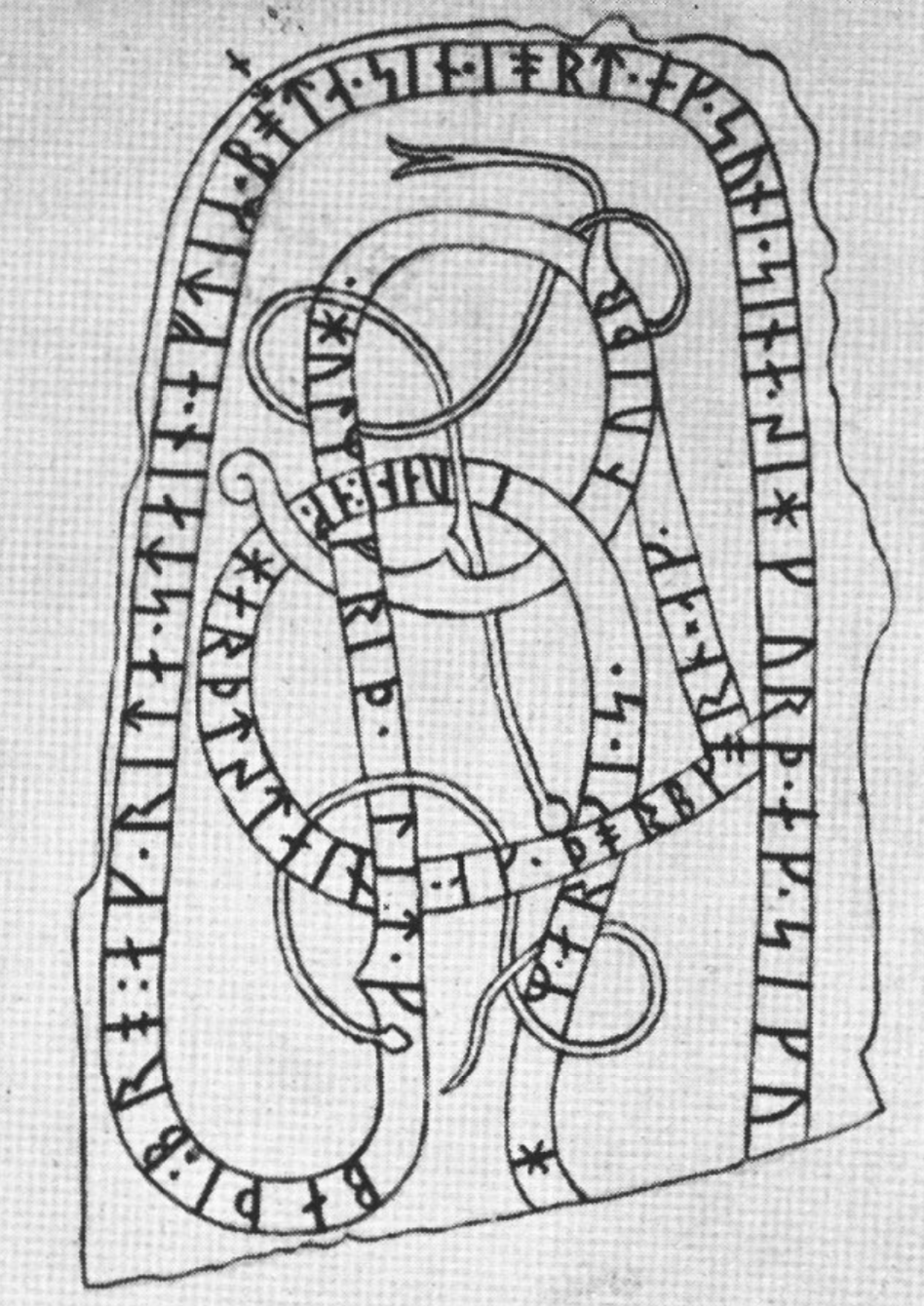
Rhezelius teckning av runsten U 854